# Cadillac Series 72
Der Cadillac Series 72 war ein 1940 vom US-amerikanischen Automobilhersteller General Motors unter der Marke Cadillac angebotenes Modell.

## Modellgeschichte
Im Modelljahr 1940 umfasste das Cadillac-Modellprogramm die Typen Sixty Special, Series 62, 72 und 75 (alle mit V8-Motor und Karosserien von Fisher Bodies oder Fleetwood) sowie den Series 90 (V16, Fleetwood-Karosserien).
Neu ins Programm gekommen war hierbei die Series 72, die auf einem Radstand von 350,5 cm acht verschiedene, fünf- bis neunsitzige Limousinenmodelle umfasste: Touring Sedan mit und ohne Trennscheibe, Imperial Sedan, Formal Sedan sowie Business Touring Sedan und Business Touring Imperial Sedan. Sämtliche Karosserien dieser Baureihe stammten von Fleetwood. Angetrieben wurden diese Modelle, wie alle Cadillacs des Jahrgangs mit Ausnahme des Series 90, von einem 90°-V8 mit einem Hubraum von 5,7 Litern mit stehenden Ventilen und 140 PS Leistung. 
Bereits zum Modelljahr 1941 wurde der Series 72 durch den Cadillac Series 67 mit Fisher-Karosserie ersetzt.
Vom Series 72 wurden im Modelljahr 1940 insgesamt 1525 Exemplare hergestellt.

## Daten
| Modelljahr | Hubraum (cm³) | Leistung (PS) | Radstand (cm) | Preis (US-$) | Stückzahl |
| ---------- | ------------- | ------------- | ------------- | ------------ | --------- |
| 1940       | 5671          | 140           | 350,5         | 2670–3695    | 1525      |